# Perdida (1916)
Perdida é um filme brasileiro do gênero drama, dirigido por Luiz de Barros em 1916. Esse filme marcou a estreia de Leopoldo Fróes no Cinema. É considerado um filme perdido, com nenhuma cópia conhecida.
Lançado em 16 de outubro de 1916, no Cinema Pathé, no Rio de Janeiro, foi a primeira produção da Guanabara-Film. Também foi exibido em Manaus, em 1917, com a imprensa detalhando elenco, argumento e gênero.

## Sinopse
A francesinha Nanette Lubin veio ao Rio à procura de sua tia e acabou encontrando o filho de uma baronesa, Ricardo de Toneleiros. Não encontrando a tia, Nanette torna-se manicura de uma baronesa e mais tarde amante do sobrinho dessa senhora. O filme termina com a morte de Nanette, que fora localizada pela tia, mas esta, ao saber como a sobrinha vinha vivendo, voltara para o sítio em que morava.

## Elenco
| Ator/Atriz       | Personagem            |
| ---------------- | --------------------- |
| Yole Burlini     | Nanette Lubin         |
| Leopoldo Fróes   | Ricardo de Toneleiros |
| Erico Braga      | —                     |
| Miss Rosalie     | —                     |
| Gabriela Montani | —                     |
| Maria Reis       | —                     |